# Зачем мы женимся?
«Зачем мы женимся?» (англ. «Why Did I Get Married?») — американская комедийная мелодрама 2007 года автора сценария, режиссёра, продюсера и исполнителя главной роли Тайлера Перри о компании друзей, ежегодно собирающихся вместе в одном доме, которые испытывают собственные проблемы в отношениях, и начинают сомневаться в искренности каждого из своих браков. Премьера состоялась 12 октября 2007 года в США.

## Сюжет
Четыре пары, являющиеся лучшими друзьями, знакомыми со времен учёбы в колледже, собираются в заснеженном Колорадо, чтобы провести вместе неделю. Там они не только отдыхают и катаются на снегоходах, но собираются за ужином и обсуждают житейские проблемы. Долгожданный уик-энд на этот раз проходит несколько иначе, в напряжённой атмосфере. Доктор Патриция (Джанет Джексон), психолог, написала бестселлер о браке, и, кажется знает об отношениях лучше остальных. Однако, между ней и мужем Гевином (Малик Йоба) пробегает тень усталости и горя; Терри (Тайлер Перри) считает, что Дайан (Шарон Лил) отказалась от него из-за работы; Анджела (Таша Смит), которая построила успешный бизнес, принижает мужа Маркуса (Майкл Джей Уайт), потому что тот работает на неё; Майк (Ричард Т. Джонс) жесток к Шейле (Джилл Скотт) за её религиозные взгляды и избыточный вес…
На всеобщее обозрение шумной компании открываются первые секреты. Из-за чего остальные пары начинают размышлять, так ли хорош их брак. В течение семи дней восемь друзей сталкиваются с предательством и прощением, становлением себя как личности и работой над отношениями.

## В ролях
- Тайлер Перри — Терри
- Шарон Лил — Дайан
- Джанет Джексон — Патриция
- Малик Йоба — Гевин
- Джилл Скотт — Шейла
- Ричард Т. Джонс — Майк
- Таша Смит — Анджела
- Майкл Джей Уайт — Маркус
- Дэнис Бутте — Трина
- Ламман Ракер — шериф Трой
- Киша Шарп — Пэм
- Кайра Уайтхед — Кейша

## Критика и кассовые сборы
Фильм получил смешанные отзывы. Сайт Rotten Tomatoes сообщил, что 83 % критиков дали фильму положительные отзывы со средним рейтингом 4,1 из 5. На Metacritic сообщается, что фильм имеет средний балл 54 из 100 на основе 12 отзывов.
В первый уик-энд фильм собрал $ 21,4 миллиона в более чем 3000 кинотеатров США и Канады, занимая первую строчку. В свой второй уик-энд фильм упал до второго места в чартах кассовых сборов с доходом в $ 12,1 миллионов. За 10 дней проката фильм собрал более чем $ 38 миллионов, а в общей сложности сборы составили $ 55 862 886 при бюджете в $ 15 миллионов.

## Саундтрек
Саундтрек был выпущен звукозаписывающей корпорацией «Atlantic Records» 2 октября 2007 года. Ни Джанет Джексон, ни Джилл Скотт, известные певицы и актрисы в фильме, не принимали участие в записи. Саундтрек дебютировал под номером 51 на «Billboard 200» и номером 7 на «R’n’B/Hip-Hop Albums»
- Keith Sweat feat. Keyshia Cole — «Love U Better»
- Babyface — «Sorry for the Stupid Things»
- Anita Baker — «You Belong to Me»
- Kelly Price — «Why»
- Gerald Levert feat. Jaheim — «DJ Don’t Remix»
- Musiq Soulchild — «Betterman»
- Tyrese — «One»
- Hope — «Who Am I To Say»
- Beyoncé — «Flaws And All»
- Laura Izibor — «Mmm…»
- Amel Larrieux — «No One Else»
- Xscape — «Why Did I Get Married»
- Michael Bublé — «L-O-V-E»
- Jennifer Holliday — «Givin' Up»

## Награды и номинации
- «BET Awards» (2008) — номинация в категории «Лучшая актриса» (Джилл Скотт)
- «Image Awards» (2008) — номинация в категории «Лучшая актриса второго плана» (Джилл Скотт), номинация в категории «Лучший актёр второго плана» (Тайлер Перри), победа в категории «Лучшая актриса второго плана» (Джанет Джексон)